# مكرابة

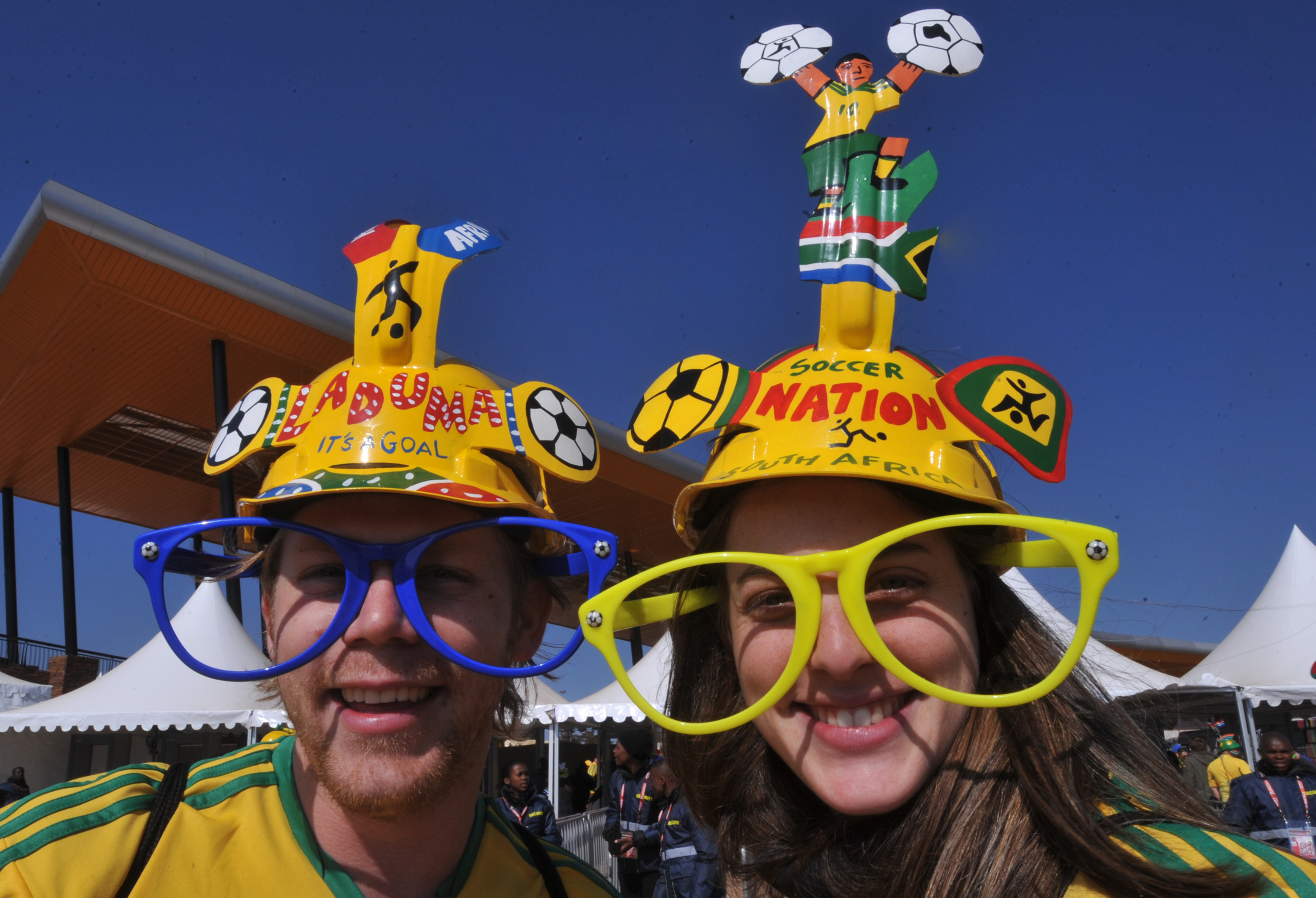
مشجعي جنوب أفريقيا يرتدون مَكَرابة ونظارات عملاقة.

مَكَرابة أو (نقحرة: ماكارابا) ومُفردها لِكَرابة أو (نقحرة: ليكارابا) هي قطعة يد رسمت على قبعة يلبسها مشجعو الرياضة . النموذج مخصص لمشجعي كرة القدم الجنوب الأفريقيين  ثم انتشرت إلى باقي الرياضات. المشجعون يستغرقون ساعات من أجل نحت وطلاء المَكَرابة على حسب شعار النادي أو المنتخب. يلبس المشجعون نظارات كبيرة بالإضافة إلى المَكَرابة  أو دروعًا تحمل شعار النادي. من المسلم به عموما أن ألفريد بالويي هو مصمم هذا الزي وهو مالك العلامة التجارية. العديد من الناس يعتاشون من صنع المَكَرابة وبيعها على المشجعين. ازدادت مبيعات المَكَرابة خلال بطولة كأس العالم لكرة القدم 2010 في جنوب أفريقيا.